# DNA complementare
In biologia molecolare il DNA complementare (abbreviato in cDNA) è un DNA a doppia elica sintetizzato a partire da un campione di RNA messaggero maturo.

## Sintesi del cDNA
Per produrre il cDNA si sintetizzano le due eliche in due passaggi: la prima elica è prodotta utilizzando l'mRNA come stampo, mentre la seconda è sintetizzata a partire dalla prima elica prodotta.

### Sintesi dell'elica stampo
Per la sintesi dell'elica stampo, complementare alla sequenza dell'mRNA, si parte dal filamento di mRNA, generando il suo DNA complementare tramite l'appaiamento delle basi azotate dell'RNA (A, U, G, C) con quelle complementari del DNA (T, A, C, G rispettivamente).
- Procedimento:

1. una cellula eucariotica trascrive il DNA in RNA (pre-mRNA);
2. la stessa cellula processa i filamenti di pre-mRNA eliminando gli introni, aggiungendo un'estremità poli-A ed un cappuccio 5' (chiamato anche cappuccio RNA 7-metilguanosina, RNA7G o cap5');
3. i filamenti di mRNA maturo vengono estratti dalla cellula;
4. l'mRNA viene messo in soluzione a contatto con un oligonucleotide primer di poli-T, che ibridizza con la coda poli-A dell'mRNA.
5. la trascrittasi inversa riconosce il primer ed avvia la produzione del cDNA, in presenza dei deossinucleotidi necessari per l'elongazione (senza la presenza del primer, l'enzima non funziona).

### Sintesi dell'elica codificante
La sintesi dell'elica codificante avviene allo stesso modo della replicazione dell'elica detta in ritardo o lagging strand ed utilizza tre enzimi: DNA polimerasi di E.coli l'RNasi H e la DNA ligasi
- Procedimento:

1. la RNasi H riconosce i dimeri RNA-DNA e degrada l'mRNA lasciando solo alcuni frammenti;
2. i brevi frammenti di RNA fungono da primers per la DNA polimerasi che copia l'elica complementare;
3. l'attività esonucleasica dell'enzima fa sì che i primer di RNA vengano degradati e sostituiti con DNA;
4. la DNA ligasi unisce tutti i frammenti, generando l'elica completa.

## Applicazioni
Essendo ottenuto dalla retrotrascrizione di mRNA che ha già subito il processo di splicing, il cDNA non presenta sequenze introniche non codificanti, il che consente la sua espressione anche in sistemi procariotici, altrimenti non in grado di eliminarle durante il processamento. Per questa caratteristica, nelle tecniche di ingegneria genetica, quando si vuole ottenere la sintesi di proteine eucariotiche in sistemi procariotici, si introducono nell'ospite vettori di espressione contenenti sequenze del cDNA del gene di interesse, e non del corrispondente DNA genomico. Il vantaggio di questo metodo, non sempre applicabile, è la possibilità di sfruttare la velocità e l'economicità delle colture batteriche per ottenere la sintesi di proteine di organismi eucariotici più complessi in grandi quantità.
Il cDNA viene utilizzato inoltre nella creazione di librerie a cDNA e di espressione, e per la produzione di sonde usate in esperimenti di ibridazione e blotting. Sequenze parziali di cDNA sono anche utilizzate come EST (expressed sequence tags) in microarray.

## Retrovirus
Il cDNA rappresenta un passaggio obbligato nella replicazione del patrimonio genetico dei retrovirus, o virus a RNA, che utilizzano la trascrittasi inversa per convertirlo in DNA e consentirne l'integrazione nel genoma della cellula ospite.